# Fausto Desalu
Fausto Desalu (n. 19 februarie 1994, Casalmaggiore, Lombardia, Italia) este un atlet ce a reprezentat Italia, medaliat olimpic. A participat la trei ediții ale Jocurilor Olimpice (2016, 2020, 2024) în care a câștigat o medalie de aur în proba de 4x100 de metri.

## Palmares
| An   | Competiție                      | Locație                   | Loc | Eveniment | Note    |
| ---- | ------------------------------- | ------------------------- | --- | --------- | ------- |
| 2012 | Campionatul Mondial de Juniori  | Barcelona, Spania         | –   | 200 m     | DS      |
| 2012 | Campionatul Mondial de Juniori  | Barcelona, Spania         | 14  | 4×100 m   | 40,41   |
| 2013 | Campionatul European de Juniori | Rieti, Italia             | 5   | 200 m     | 21,16   |
| 2013 | Campionatul European de Juniori | Rieti, Italia             | 3   | 4×100 m   | 40,00   |
| 2014 | Campionatul European pe Echipe  | Braunschweig, Germania    | 3   | 4×100 m   | 39,06   |
| 2014 | Campionatul European            | Zürich, Elveția           | 2   | 200 m     | 20,73   |
| 2014 | Campionatul European            | Zürich, Elveția           | –   | 4×100 m   | NT      |
| 2015 | Ștafetele Mondiale              | Nassau, Bahamas           | 10  | 4×100 m   | 38,84   |
| 2016 | Campionatul European            | Amsterdam, Țările de Jos  | 17  | 20,94     |         |
| 2016 | Jocurile Olimpice               | Rio de Janeiro, Brazilia  | 49  | 200 m     | 20,65   |
| 2017 | Ștafetele Mondiale              | Nassau, Bahamas           | –   | 4×100 m   | DS      |
| 2017 | Campionatul European pe Echipe  | Villeneuve d'Ascq, Franța | 5   | 4×100 m   | 39,08   |
| 2017 | Campionatul European pe Echipe  | Villeneuve d'Ascq, Franța | 7   | 4×400 m   | 3:06,35 |
| 2018 | Campionatul European            | Berlin, Germania          | 6   | 200 m     | 20,13   |
| 2018 | Campionatul European            | Berlin, Germania          | –   | 4×100 m   | DS      |
| 2019 | Ștafetele Mondiale              | Yokohama, Japonia         | 8   | 4×100 m   | NT      |
| 2019 | Campionatul European pe Echipe  | Bydgoszcz, Polonia        | 2   | 200 m     | 20,86   |
| 2019 | Campionatul European pe Echipe  | Bydgoszcz, Polonia        | 6   | 4x100 m   | 39,27   |
| 2019 | Campionatul Mondial             | Doha, Qatar               | 21  | 200 m     | 20,73   |
| 2021 | Ștafetele Mondiale              | Chorzów, Polonia          | 1   | 4×100 m   | 39,21   |
| 2021 | Campionatul European pe Echipe  | Chorzów, Polonia          | 1   | 200 m     | 20,48   |
| 2021 | Campionatul European pe Echipe  | Chorzów, Polonia          | 5   | 4×100 m   | 39,28   |
| 2021 | Jocurile Olimpice               | Tokio, Japonia            | 16  | 200 m     | 20,43   |
| 2021 | Jocurile Olimpice               | Tokio, Japonia            | 1   | 4×100 m   | 37,50   |
| 2022 | Campionatul Mondial             | Eugene, Statele Unite     | 30  | 200 m     | 20,63   |
| 2022 | Campionatul Mondial             | Eugene, Statele Unite     | 10  | 4×100 m   | 38,74   |
| 2022 | Campionatul European            | München, Germania         | 13  | 200 m     | 20,48   |
| 2023 | Campionatul Mondial             | Budapesta, Ungaria        | 23  | 200 m     | 20,49   |
| 2024 | Campionatul European            | Roma, Italia              | 5   | 200 m     | 20,59   |
| 2024 | Jocurile Olimpice               | Paris, Franța             | 9   | 200 m     | 20,37   |
| 2024 | Jocurile Olimpice               | Paris, Franța             | 4   | 4×100 m   | 37,68   |

1. ↑  Sportivul a participat doar la calificări.